# Fritz Zurbuchen
Fritz Zurbuchen (* 20. Dezember 1920; † nach 1956) war ein Schweizer Skilangläufer.

## Werdegang
Zurbuchen, der für den SC Kandersteg startete und als Bergführer tätig war, trat national erstmals in der Saison 1949/50 in Erscheinung. Dabei gewann er mehrere nationale Rennen und holte bei den Schweizer Skimeisterschaften 1950 in Crans im 18-km-Lauf seinen einzigen Meistertitel. In den folgenden Jahren erreichte er bei den Schweizer Meisterschaften 1952 den sechsten Platz über 18 km und bei den Schweizer Meisterschaften 1953 den fünften Platz über 18 km sowie den zweiten Platz über 50 km. In der Saison 1953/54 errang er bei den Schweizer Meisterschaften erneut den zweiten Platz im 50-km-Lauf und kam bei den Nordischen Skiweltmeisterschaften 1954 in Falun auf den 83. Platz über 15 km sowie auf den 32. Rang über 50 km. Im Jahr 1955 lief er bei den Schweizer Meisterschaften auf den siebten Platz über 15 km. In seiner letzten Saison 1955/56 belegte er bei den Schweizer Meisterschaften 1956 den dritten Platz über 50 km und in Cortina d’Ampezzo bei seiner einzigen Teilnahme an Olympischen Winterspielen den 19. Platz im 50-km-Lauf.